# Щукина, Ольга Николаевна
Ольга Николаевна Щукина (узб. Olga Nikolaevna Shukina; род. 6 апреля 1977 года, Ташкент, Узбекская ССР) — легкоатлетка Узбекистана, специализировавшаяся в толкании ядра и метании диска. Участница XXVIII Летних Олимпийских игр, призёр Чемпионата Азии в помещении, победитель и призёр Центральноазиатских игр.

## Карьера
С 1998 года начала участвовать на международных соревнованиях. На международном соревновании «Мемориал Гусмана Косанова» в Алма-Ате (Казахстан) завоевала серебряную медаль, толкнув ядро на 15.73 метра. В 1999 году там же повторила свой результат. В 2000 году в Бишкеке и Алма-Ате на международных соревнованиях завоевала серебряные награды.
В 2002 году на Кубке Узбекистана заняла первое место в толкании ядра и метании диска. В этом же году такой же результат у Ольги в Алма-Ате, а в Бишкеке она завоевала золото в метании диска с результатом 50.68 метров.
В 2003 году на Центральноазиатских играх в Душанбе (Таджикистан) в толкании ядра завоевала серебряную медаль с результатом 14.88 метра, а в метании диска золотую медаль с результатом 46.26 метров. На соревнованиях в Ташкенте взяла первое место в толкании ядра, а в Алма-Ате первое место в метании диска.
В 2004 году на Чемпионате Азии по лёгкой атлетике в помещении в Тегеране (Иран) в соревновании по толканию ядра показала результат 14.75 метра и завоевала бронзовую медаль. В Бишкеке (Кыргызстан) на международном соревновании на призы Олимпийской чемпионки — Татьяны Колпаковой завоевала первое место с результатом 17.26 метров и получила лицензию на Олимпийские игры. На Летних Олимпийских играх в Афинах (Греция) в толкании ядра заняла последнее место. Однако после соревнования её допинг проба оказалась положительной и результат аннулирован. Она отказалась сдать повторный допинг тест, заявив что случайно приняла запрещённый препарат вместе с сиропом от кашля. В 2004 году завершила спортивную карьеру.